# Wasselonne
Wasselonne en idioma francés y oficialmente, Wasselnheim en idioma alemán, es una localidad y comuna francesa, situada en el departamento de Bajo Rin en la región de Alsacia.

## Demografía
| 3655 | 3832 | 4172 | 4862 | 4916 | 5542 |
| Para los censos de 1962 a 1999 la población legal corresponde a la población sin duplicidades (Fuente: INSEE [Consultar]) |      |      |      |      |      |

## Patrimonio
- la papeterie, complejo de edificios industriales de la segunda mitad del siglo XVIII, monumento histórico
- Antigua estación ferroviaria de Wasselonne
- Molino de Trumpfenmühle

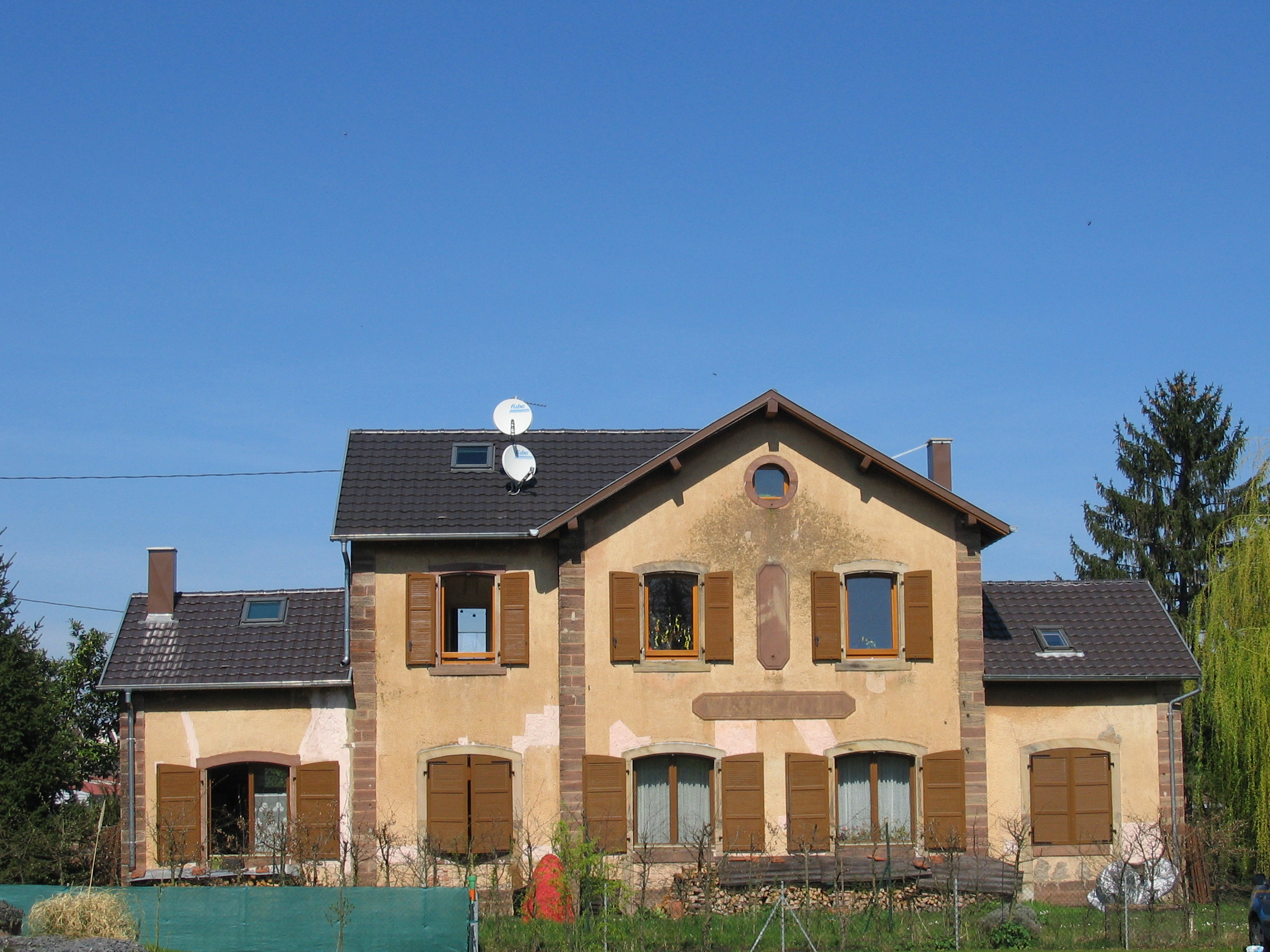
estación de Wasselonne
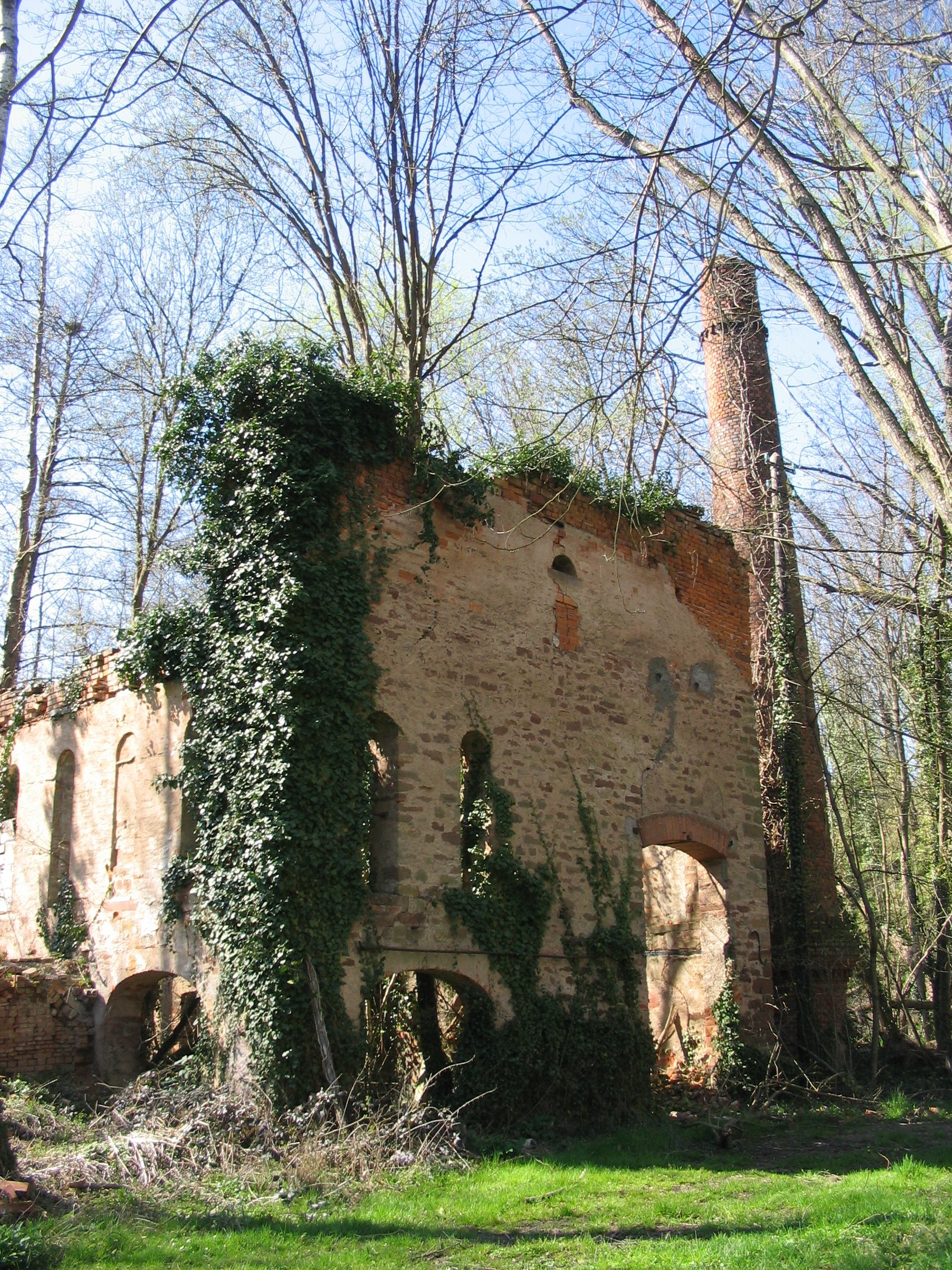
Antigua fábrica de ladrillos Pasquay

## Personajes célebres
- Andreas Cellarius, teólogo.
- Robert Minder (1902-1980), profesor del Collège de France